# Milorad Dodik
Milorad Dodik (en serbe en écriture cyrillique : Милорад Додик), né le 12 mars 1959 à Laktaši, est un homme politique bosnien, membre et président de l'Alliance des sociaux-démocrates indépendants (SNSD). Il est président de l'entité république serbe de Bosnie de 2010 à 2018 et entr 2022 et 2025, ainsi que membre de la présidence de la Bosnie-Herzégovine de 2018 à 2022.

## Biographie
Il est diplômé de l'institut politique de Belgrade.

### Premier ministre de la république serbe de Bosnie
Il est Premier ministre de l'entité république serbe de Bosnie de 1998 à 2001 et de 2006 à 2010.
Le 31 janvier 1998, il devient Premier ministre, poste qu'il conserve jusqu'au 16 janvier 2001. La communauté internationale le percevait comme un leader démocrate modéré et, tentant de marginaliser les nationalistes serbes du SDS, le soutient en promettant une aide financière à l'entité serbe s'il est élu Premier ministre. Aux élections législatives du 1er octobre 2006, le SNSD remporte 44,95 % des voix et 41 députés sur 83 à l'Assemblée nationale, et Dodik redevient Premier ministre. Après la victoire de Dodik aux élections, la Republika Srpska reçoit une aide financière de l'Union européenne et des États-Unis.
Une fois Premier ministre, Dodik change et devient encore plus nationaliste que le SDS, ce qui conduit l'Occident à le considérer plus tard comme « un nationaliste sans vergogne et la plus grande menace pour la fragile paix multiethnique de la Bosnie-Herzégovine. ».
Le 12 décembre 2008, Dodik déclare que les juges musulmans ne devraient pas être autorisés à présider des affaires en Republika Srpska, ce qui est condamné comme une intolérance inacceptable par les institutions internationales, l'ambassade des États-Unis à Sarajevo et d'autres responsables.
Le 9 septembre 2009, Milorad Dodik et Boris Tadić, président de la république de Serbie, ouvrent à Pale (Bosnie-Herzégovine) une école baptisée « Serbie », sans que les membres de la présidence triennale de Bosnie-Herzégovine aient été avertis de la présence du président serbe.
L'ancienne présidente de la république Srpska, Biljana Plavšić, condamnée à onze ans de prison pour des crimes commis pendant la guerre de Bosnie-Herzégovine, est libérée le 27 octobre 2009 après sept années passées dans une prison suédoise. Elle est accueillie en héroïne à Belgrade par Dodik en personne, qui la fait monter dans un avion affrété par le gouvernement pour la faire rentrer en Bosnie-Herzégovine ce qui génère de vives protestations de la part des membres non serbes de la présidence de la Bosnie-Herzégovine.
En Bosnie, où la corruption a infiltré les plus hautes sphères du gouvernement et où le système judiciaire divisé est inefficace, Milorad Dodik, en tant que Premier ministre, est impliqué dans plusieurs scandales de corruption. Cependant, il n'a jamais été condamné. Lorsqu'il faisait face à des accusations, il a affirmé que le haut représentant et les procureurs internationaux avaient ourdi un complot contre la Republika Srpska, et qu'il existait un parti pris contre les Serbes parmi les procureurs et les juges au niveau central,.

### Président de la république serbe de Bosnie
À l'occasion de l'élection présidentielle du 3 octobre 2010, Milorad Dodik est élu président de l'entité république serbe de Bosnie dès le premier tour. Il remporte en effet 50,52 % des voix devant Ognjen Tadić, candidat du Parti démocratique serbe (SDS). Son parti conserve la majorité relative à l'Assemblée, et il prend ses fonctions le 15 octobre 2010.
En novembre 2010, des responsables diplomatiques américains déclarent que Dodik a exprimé son soutien au plan supervisé pour l'indépendance du Kosovo, même s'il s'est publiquement opposé à l'indépendance du Kosovo, tout comme Belgrade.
Dodik annonce qu'en mai 2011 il envisageait d'organiser un référendum dans l'entité république serbe de Bosnie (RS) sur le rejet des tribunaux de Bosnie-Herzégovine et a critiqué l'ONU qui supervise les institutions du pays. Valentin Inzko a prévenu que le référendum risquait de mettre en péril les accords de Dayton. Le référendum a été annulé peu de temps après.
Dans son rapport au Conseil de sécurité des Nations unies du 13 novembre 2012, le Haut représentant international en Bosnie-Herzégovine Valentin Inzko cite Dodik comme « le partisan le plus fréquent, mais pas le seul, de la dissolution de l'État bosnien ». Le plus inquiétant est l'initiative de Dodik visant à dissoudre unilatéralement les forces armées de Bosnie-Herzégovine. Vitaly Churkin, représentant de la Russie auprès des Nations unies, a critiqué le rapport d'Inzko et a défendu les Serbes de Bosnie.
En 2012 le parquet allemand enquête sur l'implication Dodik et son fils dans une affaire de corruption, de falsification de rapports financiers et commerciaux et de fraude  impliquant l'Hypo Alpe Adria Bank International. Le système judiciaire de Bosnie-Herzégovine a d'abord enquêté sur l'affaire, mais la pression politique a rapidement paralysé les organes judiciaires et la police de la république serbe de Bosnie.
Le 25 novembre 2015, la Cour constitutionnelle de Bosnie-Herzégovine déclare illégale la célébration de la "Journée de la Republika Srpska" le 9 janvier. Cette journée, qui représente l'aspiration à l'indépendance de l'entité serbe de Bosnie en 1992, est associée, pour la population non serbe, au début du nettoyage ethnique et des massacres lors de la guerre en Bosnie-Herzégovine,.
La commémoration, liée à la fête religieuse orthodoxe, viole plusieurs dispositions de la Constitution de Bosnie-Herzégovine qui interdisent la discrimination.
Malgré cette décision, Dodik, soutenu par la Serbie, organise chaque année la commémoration de cette journée avec un défilé paramilitaire armé, la présence de nationalistes russes et de l'extrême droite européenne, contestant ainsi le statut d'État de Bosnie-Herzégovine.
En dépit des avertissements de la communauté internationale, il menace la paix en Bosnie-Herzégovine, établie par les accords de Dayton, ainsi que la stabilité des Balkans,.
Le 17 juillet 2017, les États-Unis imposent des sanctions à Dodik pour son rôle dans la défiance de la Cour constitutionnelle de Bosnie-Herzégovine en violation de l'État de droit, ce qui entrave les accords de Dayton. « En faisant obstacle aux accords de Dayton, Milorad Dodik constitue une menace importante pour la souveraineté et l'intégrité territoriale de la Bosnie-Herzégovine », déclare John E. Smith, directeur par intérim de l'OFAC. Avec ces sanctions, tous les avoirs de Milorad Dodik aux États-Unis ont été bloqués et les transactions commerciales avec lui ont été interdites.
En juillet 2022, à l'occasion des élections générales, Dodik annonce pour la troisième fois sa candidature à la présidence de la république serbe de Bosnie. Après les élections, les partis d'opposition l'accusent de fraude électorale, affirmant qu'il a coordonné le remplissage des urnes avec des milliers de votes illégaux. Néanmoins, il est élu président de l’Assemblée nationale de la RS le 15 novembre 2022, succédant à Željka Cvijanović.

### Membre de la présidence collégiale de Bosnie-Herzégovine
Le 7 octobre 2018, il est élu représentant serbe à la présidence collégiale de Bosnie-Herzégovine et prend ses fonctions, avec ses collègues bosniaque et croate, le 20 novembre suivant. Il assure les fonctions de président pour les huit premiers mois du mandat de quatre ans et de nouveau de novembre 2020 à juillet 2021.

#### Politique interieure
Dès le premier mois de sa présidence, Dodik s'oppose à d'autres membres de la présidence bosnienne, déclarant qu'il n'assisterait pas à la première session de la présidence sous la nouvelle direction jusqu'à ce que le drapeau de l'entité république serbe de Bosnie soit placé dans son bureau. Finalement, il cède et accepte que la session de la présidence se tienne uniquement avec le drapeau national de la Bosnie-Herzégovine.
Le 28 janvier 2021, la Commission électorale centrale de Bosnie-Herzégovine inculpe Dodik devant le parquet de Bosnie-Herzégovine pour avoir propagé la haine nationale envers un membre de la Commission électorale centrale qui avait décidé de répéter les élections municipales de 2020 à Doboj et Srebrenica, au cours desquelles le parti de Dodik remporte la victoire, en raison d'irrégularités électorales.
Dodik assiste à l'exercice militaire organisé le 17 avril 2021 en Serbie, qu'il suit avec Aleksandar Vučić, président de la Serbie. Cependant, en mai 2021, lors d'un exercice militaire conjoint forces armées de Bosnie-Herzégovine et de l’Organisation du traité de l'Atlantique nord en Bosnie-Herzégovine, auquel des représentants des peuples bosniaque et croate participent, il refuse d'y prendre part.
Après l'introduction des dispositions de la loi sur les forêts en république serbe de Bosnie selon lesquelles les forêts sur son territoire sont leur propriété, le haut représentant international en Bosnie-Herzégovine déclare que « la Cour constitutionnelle de Bosnie-Herzégovine a établi que les forêts représentent un bien public appartenant à la propriété de l'État et relèvent de la juridiction exclusive de l'État de Bosnie-Herzégovine. ».

#### Négation des massacres et glorification des criminels
Des années après la signature de l'accord de paix en Bosnie, les nationalistes serbes et croates continuent de nier les crimes commis, glorifient les criminels de guerre condamnés et les cachent en refusant de coopérer avec le Tribunal pénal international pour l'ex-Yougoslavie.
Les crimes confirmés par la Cour internationale, tels que le siège de Sarajevo et le génocide de Srebrenica, sont niés et Dodik les a interdits dans les manuels scolaires de la Republika Srpska,.
De nombreux dirigeants politiques et militaires serbes de Bosnie qui ont commis des crimes pendant la guerre et ont été punis par le TPIY sont célébrés comme des héros nationaux. Les dirigeants politiques et militaires des Serbes de Bosnie pendant la guerre, Radovan Karadžić et Ratko Mladić, qui ont été reconnus coupables par le Tribunal de La Haye pour le génocide de Srebrenica, sont célébrés comme des héros nationaux.
Des panneaux d'affichage glorifiant Mladić sont visibles dans les villes de l'entité serbe en Bosnie et en Serbie, et Dodik ouvre une école appelée Karadžić à Pale.
Les Serbes de Bosnie et de Serbie persistent à nier le génocide commis à Srebrenica, malgré sa confirmation par le TPIY et la CIJ. Après que Karadžić et Mladić aient été condamnés à la réclusion à perpétuité par le TPIY pour le génocide de Srebrenica, le Haut Représentant Valentin Inzko a pris la décision d'interdire la négation du génocide. Cette mesure n'a pas été acceptée par les Serbes de Bosnie dirigés par Dodik, même si lui-même avait déjà reconnu le génocide en 2015.

#### Renonciation au pouvoir de l’OHR
Après la signature de l'accord de Dayton, le Haut représentant international en Bosnie-Herzégovine et le Bureau du Haut Représentant (OHR) ont été créés dans le but de superviser la mise en œuvre civile de l'accord, afin de prévenir tout obstacle de la part des politiciens nationalistes locaux. Le Haut Représentant possède le pouvoir d'imposer et de modifier les lois en Bosnie-Herzégovine, en cas de désaccord entre les politiciens locaux sur certaines questions, il peut imposer une solution. Il détient également le pouvoir de révoquer les membres de la présidence de Bosnie-Herzégovine s'il détermine qu'ils ont violé l'accord de paix de Dayton. Le haut représentant international en Bosnie-Herzégovine, en raison de la non-coopération avec le TPIY et de l'obstruction aux accords de Dayton, a limogé à plusieurs reprises de nombreux hommes politiques serbes et croates de Bosnie,,.
Les rapports des hauts responsables mettent en garde depuis des années contre les conséquences négatives des actions des dirigeants nationalistes des Serbes et Croates de Bosnie sur la mise en œuvre de l'accord de Dayton, la stabilité et la paix de la Bosnie dans les Balkans. La plupart des rapports concluent que Dodik et la Republika Srpska sont ceux qui violent le plus les normes de Dayton, entravant ainsi le fonctionnement normal de l'État de Bosnie-Herzégovine,,
Depuis 1995, tous les Hauts Représentants ont été nommés avec le consentement de la communauté internationale, incluant la Russie. À la suite des sanctions de l'Europe contre la Russie pour son agression contre l'Ukraine, ses représentants ne soutiennent pas la nomination d'un Haut Représentant. En 2021, la Russie et la Chine ont tenté de l'abolir au Conseil de sécurité de l'ONU avec leur proposition de résolution, mais sans succès. Néanmoins, Dodik, soutenu par la Russie, continue de refuser de reconnaître la légitimité du Haut Représentant, qui entravait les efforts de Dodik pour atteindre l'indépendance qu'il revendique depuis longtemps. Il n'accepte pas l'interdiction de la négation du génocide de Srebrenica imposée par le Valentin Inzko, et il persiste à ne pas reconnaître le nouveau Haut Représentant, Christian Schmidt, qui a abrogé la loi introduite par la Republika Srpska refusant de reconnaître les décisions de la Cour constitutionnelle de Bosnie-Herzégovine.

#### Retrait de la compétence de l'État
Milorad Dodik, soutenu par la Serbie et la Russie, menace depuis des années d'organiser un référendum sur l'indépendance et la sécession de la république serbe de Bosnie, modifiant ainsi les frontières de l'État de Bosnie-Herzégovine, membre de l'ONU. Il ne reconnaît pas les institutions étatiques de la Bosnie-Herzégovine et annonce la création des institutions judiciaires et militaires parallèles dans l'entité qu'il souhaite séparer en un État distinct. Il estime qu'il peut modifier unilatéralement et "pacifiquement" les frontières d'un État internationalement reconnu, même si la communauté internationale a clairement indiqué que les frontières de la Bosnie sont inviolables. Les puissances occidentales n'approuveront jamais les modifications des frontières internationalement reconnues de la Bosnie-Herzégovine, en particulier des pays qui ont participé à la mise en œuvre de l'accord de paix. L'accord de Dayton n'autorise aucune sécession unilatérale d'aucune entité de la Bosnie-Herzégovine. Toutes les initiatives séparatistes mettent en danger la souveraineté et l’intégrité territoriale de cet État internationalement reconnu, ainsi que de l’entité Republika Srpska, qui n’existe qu’en tant que partie de l’État bosnien,.
En septembre 2021, Dodik a annoncé que la république serbe de Bosnie (Republika Srpska) retirerait son consentement aux accords sur la formation des Forces armées conjointes de Bosnie-Herzégovine et du Conseil supérieur du pouvoir judiciaire de Bosnie-Herzégovine.
Bien qu'il soutienne l'opinion de Dodik sur la loi interdisant la négation du génocide, Mirko Šarović, président du Parti démocratique serbe (SDS), principal parti d'opposition en république Srpska, ne soutient pas le retrait des pouvoirs des forces armées et autres institutions étatiques, estimant qu'il s'agit d'une série d'initiatives qui servent uniquement à la campagne de son parti et aux promotions personnelles.
Il déclare que « en raison des initiatives frivoles de Dodik, la Republika Srpska deviendra une cible et nous n'en tirerons aucun avantage », et « la voie choisie par M. Dodik est dangereuse, et que celui qui croit pouvoir faire cela sans la guerre se trompe ».
En octobre 2021, l'Assemblée nationale de la Republika Srpska a voté de justesse en faveur de la création de l'Agence des médicaments de l'entité, retirant ainsi son soutien à l'Agence nationale des médicaments de Bosnie.
Cette transfert de certaines compétences du niveau de l'État au niveau des entités, sans le consentement du parlement de l'État, « a suscité de vives réactions parmi les responsables internationaux et une partie des responsables locaux ». L'opposition, y compris le SDS et le Parti du progrès démocratique, n'a pas participé au vote en signe de protestation contre Dodik et ses actions.
Le 10 décembre 2021, l'Assemblée nationale de la république serbe de Bosnie a adopté un ensemble de lois, dont celle concernant les forces armées, ouvrant la voie au retrait de la juridiction du niveau fédéral et au début d'une sécession.
Quelques années plus tôt, en 2018, Dodik avait annoncé l'achat de 2 500 fusils en expliquant qu'il renouvelait les anciens équipements de la police et annonçait également une augmentation du nombre de forces de police de réserve. Lors de la célébration illégale de la Journée de la république serbe de Bosnie, des unités spéciales de la police armée défilent,.
Le 22 octobre 2021, sur le mont Jahorina au-dessus de Sarajevo, des tirs ont été entendus impliquant des véhicules blindés, deux hélicoptères et des commandos en uniforme équipés de fusils d'assaut. Officiellement, il s'agissait d'un exercice pour la police serbe de Bosnie. Cependant, des doutes subsistent. Tout cela indique que la formation et l'armement des unités spéciales et de l'armée paramilitaire indépendante ont commencé,.

#### Politique étrangère
Dodik bénéficie du soutien de la Serbie, de la Russie, de la Hongrie et de la Chine. Il se rend régulièrement en Serbie pour des consultations avec Vučić, passant souvent plus de temps là-bas qu'à la présidence de Bosnie, dont il est membre.
Encouragé par la Serbie et soutenu par la Russie, il fait obstruction et bloque les institutions de l'État bosnien par tous les moyens possibles, cherchant à démontrer l'impossibilité d'une coexistence harmonieuse de la Bosnie en tant qu'État multiethnique,.
Depuis la signature de l'accord de Dayton, la Serbie utilise les "relations spéciales" avec l'entité serbe de Bosnie, telles que le permet Dayton, pour renforcer les liens et l'influence sur cette entité bosnienne. Dans le cadre de ces relations spéciales, des accords sont conclus dans les domaines de l'économie, de l'utilisation des ressources naturelles, de la privatisation, de la coopération culturelle et religieuse. Avec l'accession au pouvoir de Aleksandar Vučić en Serbie, qui entretient une proximité douteuse mais rentable avec le président des Serbes de Bosnie, Milorad Dodik, l'accent est mis sur les secteurs stratégiques de l'énergie et de l'industrie de la défense. « Le 19 septembre 2017, le ministre de la Défense serbe avait rencontré le ministre de l’Industrie de Republika Srpska afin d’élaborer des mécanismes concrets pour aider l'industrie de la défense de la Republika Srpska, ses travailleurs, ses technologies et ses infrastructures à s’intégrer au ministère de la Défense de la république de Serbie.(...) ce qui peut être lu comme une attaque dirigée contre le principe de souveraineté bosnienne. ». Cela nuit à tout progrès possible dans la formulation d’une politique de défense commune.
La Serbie et la Croatie n'ont pas renoncé à leurs prétentions territoriales sur la Bosnie,,. Bien qu'elles déclarent officiellement respecter l'intégrité de la Bosnie elles œuvrent secrètement à sa division en utilisant des représentants des peuples serbe et croate en Bosnie,.
Milorad Dodik, en tant que représentant des Serbes de Bosnie, annonce depuis des années la sécession de l'entité serbe de Bosnie et son annexion à la Serbie. Parallèlement, Dragan Čović, le représentant croate de Bosnie, prône la création d'une troisième entité - l'entité croate de Bosnie - qui serait ensuite annexée à la Croatie.
Ainsi, Dodik et Čović collaborent étroitement dans des efforts conjoints visant à déstabiliser et désintégrer la Bosnie-Herzégovine, déjà établie par les accords de Dayton comme étant dysfonctionnelle,,.
Bien que la Serbie prétende ne pas être impliquée, tout comme Milošević a nié tout lien avec Karadžić, elle ne s'est jamais officiellement distanciée des déclarations séparatistes de Dodik. Actuellement, elle cherche à atteindre les objectifs de la Grande Serbie par des moyens politiques, notamment la création d'un "monde serbe", englobant la déstabilisation du Monténégro et du Kosovo,,.

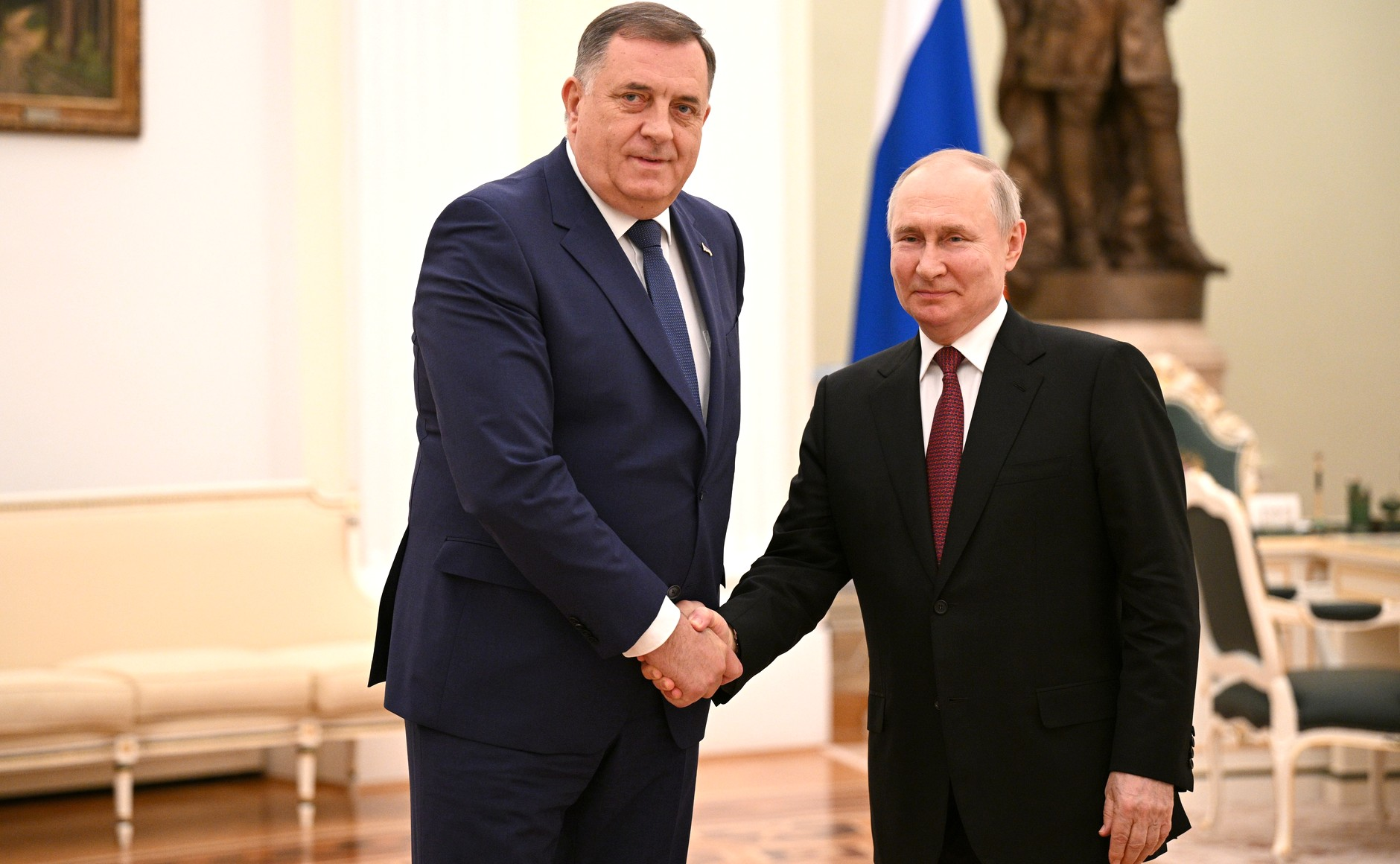
Dodik avec Vladimir Poutine, 23 mai 2023

Dodik entretient de bonnes relations avec la Russie. Il a rencontré Vladimir Poutine à plusieurs reprises et est l'un des rares hommes politiques européens à entretenir des contacts étroits avec lui depuis le début de l'invasion russe de l'Ukraine, s'opposant également aux sanctions imposées à l'encontre de la Russie. En 2007, l'entité Republika Srpska a cédé son secteur pétrolier à la société russe « NeftegazInKor ». Cette transaction a inclus l'acquisition de la raffinerie de pétrole de Brod, la raffinerie de pétrole de Modriča et le réseau de stations-service « Petrol » dans le cadre d'un accord peu transparent. La Russie a ouvertement soutenu la politique de Milorad Dodik et s'est farouchement opposée à l'intégration euro-atlantique de la Bosnie-Herzégovine. Elle exploite ses liens avec la Serbie et Dodik pour étendre son influence dans les Balkans et déstabiliser la région. Le groupe de motards russes proche de Poutine, les « Night Wolves », entretient également des liens étroits avec Dodik. Ses membres sont présents en République serbe de Bosnie et sont des visiteurs réguliers du défilé de la Journée de la RS, célébrée le 9 janvier, une date déclarée inconstitutionnelle par la Cour constitutionnelle de Bosnie-Herzégovine.
Pendant la guerre en Bosnie-Herzégovine, des volontaires russes ont combattu aux côtés de l'armée serbe de Bosnie (VRS). En 2015, la Russie a opposé son veto à l'adoption d'une résolution du Conseil de sécurité des Nations unies condamnant le génocide de Srebrenica en juillet 1995. La Russie a souvent contesté les rapports de l'OHR sur la Bosnie-Herzégovine soumis au Conseil de sécurité des Nations unies et s'est opposée à la nomination de Christian Schmidt comme haut représentant pour la Bosnie-Herzégovine.
Dodik entretient également de bonnes relations avec le Premier ministre hongrois Viktor Orbán, qui promet d'aider la république serbe de Bosnie. Après l'établissement de sanctions contre Dodik par les États-Unis et le Royaume-Uni, Orbán prévient qu'il opposera son veto si l'Union européenne tente également d'imposer des sanctions.

#### Destitution
Milorad Dodik est destitué le 6 août 2025 de la présidence de la république serbe de Bosnie par les autorités électorales de Bosnie-Herzégovine. Cette décision intervient après qu'une cour d'appel a confirmé sa condamnation à un an d'emprisonnement et six ans d'interdiction d'exercice d'une fonction politique, en raison de son refus d'appliquer des décisions du haut représentant international en Bosnie-Herzégovine Christian Schmidt.

## Sanctions et accusations
Les États-Unis ont imposé des sanctions à Milorad Dodik en 2017, et à nouveau en 2022 pour ses « activités corrompues déstabilisatrices et tentatives de démantèlement des accords de paix de Dayton, motivées par ses propres intérêts, menaçant ainsi la stabilité de la Bosnie-Herzégovine et de la région entière »,.
Le 11 avril 2022 le Royaume-Uni a sanctionné deux dirigeants serbes de Bosnie, Milorad Dodik et Željka Cvijanović, accusés de déstabiliser le pays sous influence russe.
En août 2023, Milorad Dodik est mis en examen pour avoir promulgué deux lois défiant le pouvoir du haut représentant international en Bosnie-Herzégovine, Christian Schmidt, et de la Cour constitutionnelle de Bosnie-Herzégovine. Cette mise en examen est validée par la Cour d'État de Bosnie-Herzégovine en septembre 2023.
Le 26 février 2025, Milorad Dodik est condamné à un an de prison et à une interdiction de participer à la vie politique pendant six ans pour des « actions séparatistes », pour avoir prôné la sécession de la Republika Srpska. Le 27 mars 2025, la justice bosnienne émet un mandat d'arrêt international contre Milorad Dodik. Le mandat d'arrêt est annulé au mois de juillet après que Milorad Dodik s'est présenté devant le procureur de l'État, puis sa condamnation est confirmée par une cour d'appel, ce qui conduit à sa destitution.

## Opinions politiques
Il menace régulièrement d'organiser un référendum sur l'indépendance de la république serbe de Bosnie.
Le 14 décembre 2020, Milorad Dodik offre une icône orthodoxe à Sergueï Lavrov, créant un scandale diplomatique entre la Russie, la Bosnie et l'Ukraine, Kiev estimant que l'icône, qui pourrait provenir de Lougansk, aurait dû lui revenir.
Milorad Dodik est un négationiste régulier du massacre de Srebrenica qu'il qualifie de « mythe ».
Il est un grand admirateur de Ratko Mladić, en qui il voit une « légende ».
Il a témoigné en faveur de Radovan Karadžić lors de son procès au TPIY. En 2016, il a inauguré un dortoir d'étudiants portant le nom de Radovan Karadžić à Pale, la ville natale de ce dernier.
Il a également fait retirer le massacre de Srebrenica des manuels scolaires serbes de Bosnie.
Il est proche du premier ministre hongrois Viktor Orbán.